# Sanford B. Dole

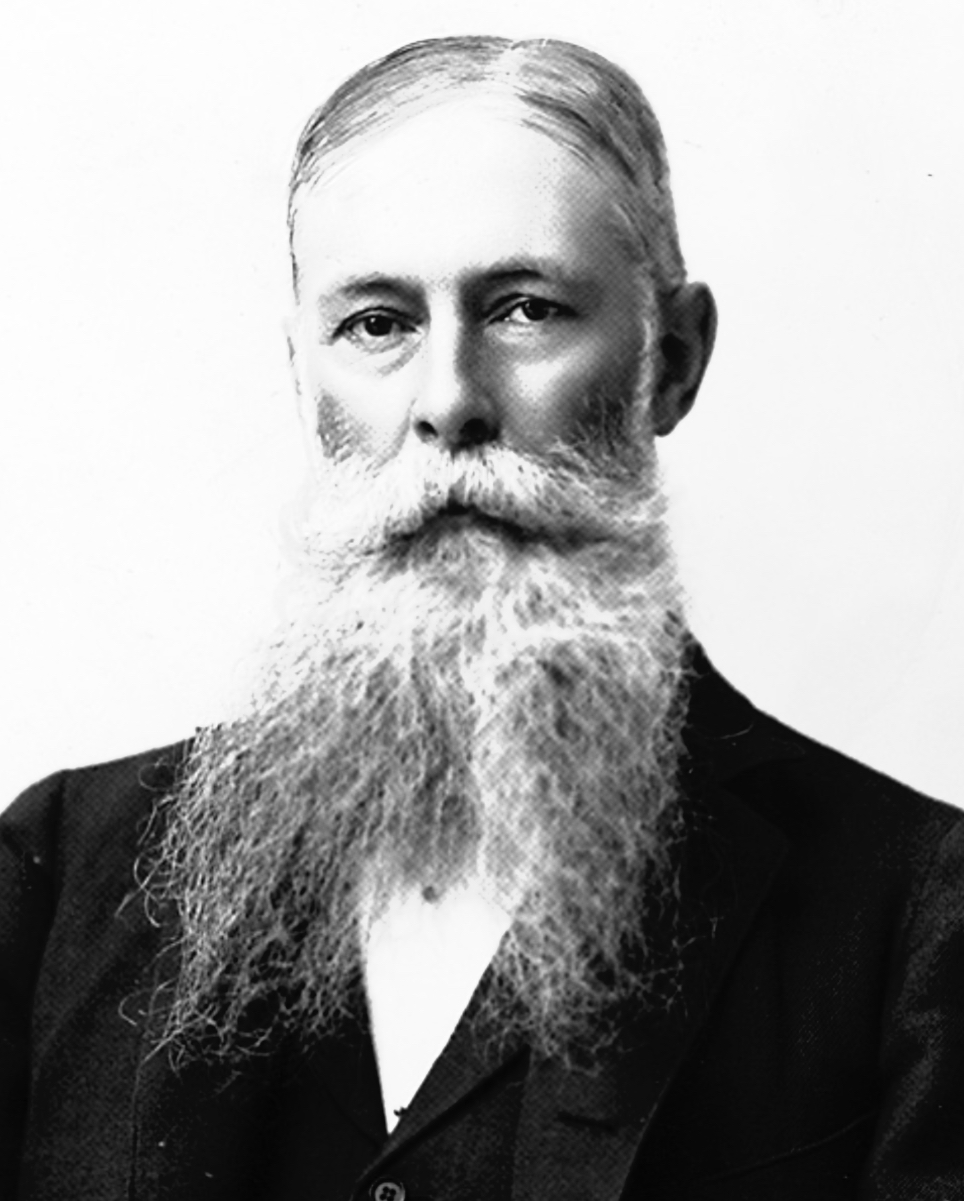
Sanford B. Dole

Sanford Ballard Dole (Honolulu 1844 - 1926) fou un polític i jurista de Hawaii, en l'època de la monarquia, del protectorat, de la república i del territori.

## Primers anys
Dole va néixer el 23 d'abril de 1844 a Honolulu, fill d'una família de missioners protestants blancs originària de Nova Anglaterra (EUA). El seu cosí, James Dole, era un magnat de la pinya americana que posteriorment establí també la seva residència a l'arxipèlag. Els Dole eren part d'una comunitat d'immigrants benestants que van adquirir una presència dominant a la política local. Com a advocat i amic del rei David Kalakaua i de la reina Lili'uokalani, Dole promogué l'occidentalització de la cultura i la societat hawaiianes. Abans d'acceptar, a desgrat, el càrrec de president del Govern Provisional, Dole fou un dels tres jutges del Tribunal Suprem del regne de Hawaii.

## Constitució Bayonet
Dole participà en la revolució de 1887, en què els comerciants immigrats i els plantadors de sucre forçaren l'adopció de la Constitució Bayonet, escrita pel ministre de l'Interior Lorrin A. Thurston. La constitució negà als habitants d'origen asiàtic el dret de vot i imposà requisits econòmics als hawaiians nadius per a poder votar. Això comportà, de fet, un augment del poder dels habitants d'origen europeu; i feu disminuir el poder del rei en favor del Consell Privat, el gabinet reial. Posteriorment, Kalakaua nomenà Dole jutge del Tribunal Suprem.

## Fi de la monarquia
L'informe Blount del 17 de juliol de 1893 sostenia que el Comitè de Seguretat, una associació d'empresaris nord-americans, terratinents i comerciants, van conspirar amb l'ambaixador dels EUA, John L. Stevens per tal que el Cos de Marines dels Estats Units s'establís a l'arxipèlag, cosa que provocà la caiguda de la reina Lili'uokalani i la constitució del Govern Provisional de Hawaii, compost amb membres del Comitè de Seguretat. L'informe Morgan, del 26 de febrer de 1894, encarregat pel president nord-americà Grover Cleveland, conclogué que la insurgència era d'origen local, causada per l'historial de corrupció de la monarquia, i que les tropes nord-americanes només van servir per a protegir les propietats i els ciutadans dels EUA, sense haver-se implicat en la caiguda de la monarquia hawaiiana.
Tanmateix, la monarquia s'acabà el gener de 1893, i el Govern Provisional fou reconegut per totes les nacions amb llaços diplomàtics amb Hawaii com a govern legítim de les illes només 48 hores després del cop d'estat. Després d'un intent frustrat de rebel·lió armada anys més tard, la reina abdicà oficialment el 1896.
Amb l'elecció de Cleveland com a president dels EUA, les ànsies d'annexió del Govern Provisional es veieren frustrades per un temps. De fet, Cleveland intentà restablir la monarquia a Hawaii, segons la investigació de James Henderson Blount. El 16 de novembre de 1893, Albert Willis presentà a la reina deposada un pla que garantia l'amnistia per als revolucionaris a canvi de la seva reinstauració, cosa que en un primer moment rebutjà, ja que volia la pena capital per als implicats en el cop d'estat. El 13 de desembre de 1893, la reina canvià d'opinió respecte de l'ajusticiament de Dole i de Thurston, però en aquell moment Cleveland ja havia elevat la qüestió al Congrés, que elaborà l'informe Morgan  Arxivat 2005-09-01 a Wayback Machine.. El 23 de desembre de 1893, sense haver-se assabentat que la qüestió es tractava al Congrés, Willis presentà al Govern Provisional l'oferta de Cleveland de restaurar la monarquia, que fou rebutjada. L'any següent, el Govern Provisional convocà una convenció constitutiva i el 4 de juliol de 1894 es creà la república de Hawaii.

## President de la república
Lorrin A. Thurston rebutjà la presidència, i Dole fou escollit per a dirigir el nou govern, que només durà de 1894 fins al 1900. Dole, mentrestant, encomanà a Thurston que formés un grup de pressió (lobby) a Washington per aconseguir l'annexió de Hawaii.
El govern de Dole va impedir diversos intents de restablir la monarquia, essent-ne el més important la rebel·lió armada en què participi Robert William Wilcox. A Wilcox i als altres conspiradors, però, se'ls reduí la pena després que fossin condemnats a mort. Dole tingué èxit com a diplomàtic, i cada nació que reconeixia el regne de Hawaii reconegué la república de Hawaii.

## Governador i jutge

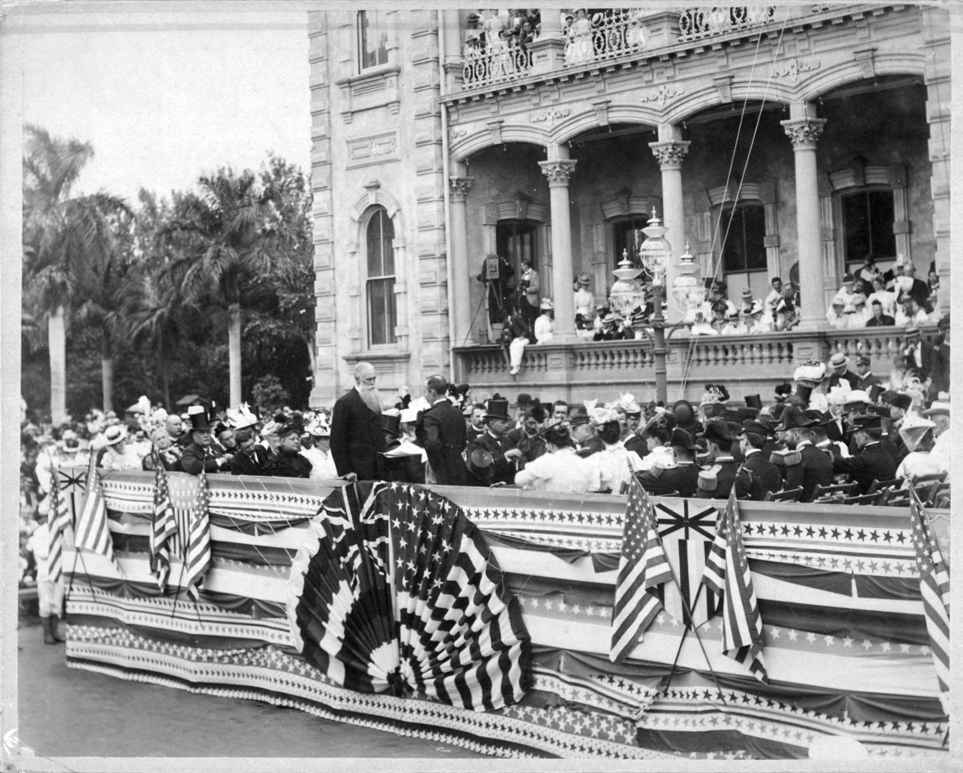
Sanford B. Dole (a l'esquerra) durant la presa de possessió del càrrec de governador

El president nord-americà William McKinley nomenà Dole primer governador de Hawaii després que s'aconseguís l'annexió de Hawaii als EUA. Dole assumí el càrrec el 1900, però dimití el 1903 per assumir el nomenament com a jutge d'un tribunal de districte dels EUA. El 1915 es retirà i va morir el 9 de juny de 1926 després de diverses apoplexies. Les seves cendres són al cementiri de l'església de Kawaiahao. També dona nom a l'escola Dole Middle School, situada a la vall de Kalihi, a l'illa de O'ahu, des de 1956.